# Szabó János Nepomuk
Dalafalvi Szabó János Nepomuk (Magyarbél, 1805. április 12. – Esztergom, 1852. április 9.) bölcseleti doktor, egyetemi tanár, esztergomi kanonok.

## Élete
1822-től a bölcseletet Nagyszombatban, a teológiát Pesten végezte és eközben bölcseleti doktorrá avatták. 1828. augusztus 15-én fölszenteltetett. Káplán volt Nagykéren és Érsekújvárt. 1830-ban a nagyszombati papnevelő tanulmányi felügyelője és helyettes tanár, 1833-ban a mennyiségtan tanára lett. 1835. november 19-től a hitágazat tanára volt a pesti egyetemen. 1842-ben Ő felsége egyházi könyvvizsgálóvá, 1845. június 2-án pedig esztergomi kanonokká nevezte ki. Pozsony és Esztergom megyék táblabírája is volt.

## Műve
- Beszéd, Krisztus Urunk igaz egyházának, a róm. kath. egyháznak, üdves befolyásáról az álladalomra. Melyet a kir. egyetem nagyobb termében a főiskolabeli tanítói-kar- és tanulókhoz 1843. okt. 3. mondott... mint a hittudományi kar ez évi dékánja. (Latinból fordítva). Buda, 1843.